# Enicmus caviceps
Enicmus caviceps is een keversoort uit de familie schimmelkevers (Latridiidae). De wetenschappelijke naam van de soort werd in 1893 gepubliceerd door Thomas Broun.